# Traducciones litúrgicas de la Biblia al español
Las traducciones litúrgicas de Biblia son aquellas que se usan en los servicios religiosos. Si bien la Biblia fue traducida múltiples veces en la Edad Media, el latín se mantuvo como lengua litúrgica de la Iglesia Católica hasta 1969. Sin embargo la Iglesia permitió traducciones del misal para el uso de los fieles y los sacerdotes al predicar. Las Iglesias Protestantes fueron las primeras en traducir su liturgia de manera entera y no solo las lecturas. 

### Biblias latinas usadas por la Iglesia en España
| Año   | Obra                    | Notas |
| ----- | ----------------------- | --- |
| S. II | Vetus Latina Hispana    | Muchas traducciones latinas se usaron en los primeros siglos del cristianismo, la rama hispana de la Vetus Latina fue usada por la Iglesia primitiva en España hasta tiempos de la conquista musulmana de la península ibérica. Fue usada en la liturgia del rito mozárabe.             |
| S. IV | Vulgata de San Jerónimo | Se impuso en la península junto al rito romano de la misa luego del concilio de Coyanza por medio de la reconquista.De aquí vinieron las primeras traducciones de la Biblia al castellano.                                                                                              |
| 1979  | Nova Vulgata            | Se usa en las lecturas de la Misa del Pablo VI cuando se celebra en latín. Del Ordo Lectionum Missae vienen los leccionarios en las lenguas vernáculas. Esta informa el formato y sugiere metodología de traducción a las comisiones que realizan los leccionarios en lengua vernácula. |

## Traducciones de las lecturas del Misal Romano Medieval
| Año  | Lugar de publicación                    | Obra                            | Autor                         | Notas |
| ---- | --------------------------------------- | ------------------------------- | ----------------------------- | --- |
| 1450 |                                         | Espistolas y Evangelios         | Martín de Lucena              | forma parte de la Biblia Romanceada del Marqués de Santillana                                                                        |
| 1484 | Zaragoza (Reino de Aragón)              | Espistolas y Evangelios         | Gonzalo García de Santa María | La primera edición impresa de cualquier parte de la Biblia en castellano.                                                            |
| 1512 | Amberes (Países Bajos de los Habsburgo) | Espístolas y Evangelios del año | Fray Ambrosio de Montesino    | Traducción de las lecturas del Misal romano basada en la versión de Gonzalo García de Santa María a petición de los reyes católicos. |

## Traducciones de las lecturas del Misal Tridentino
| Año  | Lugar de publicación     | Obra | Autor                                                                                  | Notas |
| ---- | ------------------------ | --- | -------------------------------------------------------------------------------------- | --- |
| 1586 | Barcelona (España)       | Espístolas y Evangelios del año                                                                               | Roman de Vallezillo                                                                    | Revisión de la traducción de Montesino conforme a la reforma litúrgica del concilio de Trento. Se imprimió para el Consejo de Indias a finales del siglo XVI y se siguió imprimiendo para España durante el siglo XVII. |
| 1792 | Barcelona (España)       | Ordinario De La Santa Misa                                                                                    | Francisco Amado Pouget                                                                 | Textos traducidos por Francisco Antonio de Escartin y Cabrera. Reimpreso múltiples veces en Francia y España. |
| 1823 | París (Francia)          | Doble Ordinario de la Santa Misa                                                                              | José René Masson                                                                       | Edición Latín-Castellano. |
| 1832 | México                   | Devocionario selecto y universal, que comprende cuantas oraciones forman el mas completo ordinario de la Misa | Santiago de Alvarado y de la Peña                                                      | Revisado en 1851. |
| 1833 | Valencia (España)        | Nuevo devocionario del cristiano                                                                              | Clemente de Santocildes                                                                | Militar retirado. |
| 1841 | Barcelona (España)       | Ordinario de la Santa Misa                                                                                    | Victoriano Abad                                                                        | [ 20 ] |
| 1846 | París y Lyon (Francia)   | Eucologio Romano Devocionario completo del piadoso feligrés                                                   | Pedro María Torrecilla                                                                 | Presbítero de la Orden de Montesa. |
| 1851 | Madrid (España)          | Misal Romano                                                                                                  | José Pulido y Espinoza                                                                 | Lecturas de la misa para el uso de los fieles en España y América. |
| 1860 | Barcelona (España)       | NovÍsimo Eucologio Romano.                                                                                    | José Sayol y Echeverría                                                                | "Devocionario Completo . Compuesto Y Arreglado Segun El Breviario Y Misal" Revisado posteriormente por José M. Rodiguez. Fue el Eucologio más extendido en América y España. |
| 1876 | París (Francia)          | Eucologio Romano                                                                                              | Dr. Antonio Romero Molinero                                                            | Se publicaron diferentes ediciones que incluian solo las misas de domingos y ferias importantes y otras con todas las misas del año. |
| 1887 | Milán(Italia)            | Nuevo Eucologio Romano                                                                                        | Antonio Benetti                                                                        | Misionero italiano. |
| 1888 | París (Francia)          | Pequeño Eucologio Romano                                                                                      | Juan de T. Y. Rodríguez.                                                               | Publicado por Librería de Garnier Hermanos. |
| 1924 | Barcelona (España)       | Misal Cotidiano de los Fieles                                                                                 | Alfoson M. Guabianas O.S.B                                                             | Publicada por la Editorial Litúrgica Española. |
| 1930 | España                   | Misal Diario y Vesperal                                                                                       | Dom Gaspar Lefebvre. Traducido por Germán Prado y los monjes de la abadía de los silos | Traducción de Germán Prado de las lecturas de la misa publicadas por Dom Gaspar Lefebvre distribuido Desclee de Brouwer. Se extendió principalmente en España y Argentina hasta el Concilio Vaticano II. |
| 1933 | Buenos Aires (Argentina) | Misal Diario para America                                                                                     | Don Andrés Azcarate O.S.B                                                              | Luego de publicar las lecturas diarias en forma de revista desde 1921 el abad publicó su obra maestra con la Editorial Guadalupe. |
| 1943 | Argentina                | Ofrezco la Misa, misal del domingo                                                                            | Editado por Hugo H. Hoever traducido por Saturnino Tofé Bonilla.                       | Lecturas de la Misa de los domingos para los fieles. Impreso en EEUU por sacerdotes de la Universidad de Notre Dame en Indiana. Fue reeditado como "Misal Diario San José" con todas las lecturas del año. |
| 1952 | España                   | Misal Regina                                                                                                  | Luis Ribera                                                                            | Traducción de las lecturas de la misa publicadas como una expensaión al devocionario Mi Jesús de 1935. |
| 2014 | México                   | Misal Diario Catolico Apostolico Romano                                                                       | Fraternidad Sacerdotal San Pio X (FSSPX)                                               | Misal diario Latín-Español basado en el Misal Romano de 1962. Presentación de Ángelus Press, impresa en EEUU, basada en el misal Ingles de la misma hermandad publicado en 2004. Contiene misas adicionales propias de Hispanoamérica, Estados Unidos, Canadá, Filipinas y España. Esta presentación es la única que se sigue imprimiendo. Los propios son tomados de la Biblia Torres Amat. |

## Traducciones litúrgicas Castellanas luego del Concilio Vaticano II
| Año        | Lugar de publicación     | Obra                                                                 | Autor | Notas |
| ---------- | ------------------------ | -------------------------------------------------------------------- | --- | --- |
| 1966       | España                   | Nuevo Testamento                                                     | José María Valverde | Textos traducidos del griego y revisado por Luis Alonso Schökel a petición de la comición litúrgica post-conciliar. |
| 1975       | Madrid (España)          | Nueva Biblia Española                                                | Equipo bajo la dirección de Luis Alonso Schökel y Juan Mateos                                                                                    | Compilación de la edición litúrgica que se empezó a usar en 1969. |
| 1993       | España                   | Biblia del Peregrino                                                 | Equipo dirigido por Luis Alonso Schökel | Es una revisión de la Nueva Biblia Española (1975). Editada por Ediciones Cristiandad. Hay una edición para Latinoamérica llamada "Biblia de Nuestro Pueblo" la cual recopila el texto usado por los misales para América des 1974. |
| 1981       | Buenos Aires (Argentina) | El Libro del Pueblo de Dios                                          | Armando Levoratti y Alfredo Trusso | Traducción del hebreo y griego. Ha sido impulsada por la Conferencia Episcopal Argentina. Es la traducción castellana mostrada en el sitio web de la Santa Sede, en su edición de 1990. se usa en la Tercera edición para los leccionarios de Bolivia, Paraguay, Uruguay y Argentina. Además se usa en el leccionario de la Iglesia Católica Armenia, Greco-Melquita y Greco-Ucraniana. |
| 1987, 2004 | México                   | Leccionario de la Conferencia Episcopal Mexicana                     | Comisión Episcopal Para La Pastoral Litúrgica (CEPALI)                                                                                           | Segunda edición para Hispanoamérica, revisada en 2004, usada por la Conferencia de Obispos Católicos de Estados Unidos. |
| 2004       | Pamplona (España)        | Biblia de Navarra                                                    | Equipo dirigido por José María Casciaro | Impulsado por la Facultad de Teología de la Universidad de Navarra (EUNSA). Usada en los Leccionarios de la Iglesia Católica Maronita. |
| 2010       | Madrid (España)          | Sagrada Biblia. Versión Oficial de la Conferencia Episcopal Española | Conferencia Episcopal Española | Hecha por encargo de la Conferencia Episcopal Española. Fue elaborada para uso litúrgico (ser leída en Misa y el Rezo del Oficio o Liturgia de las Horas) y catequético (formación general). A partir del texto ofrecido en las ediciones críticas más al uso de las lenguas originales se tuvieron en cuenta la traducción de los leccionarios existentes, las traducciones españolas que habían recurrido a los textos originales, y la Nova Vulgata.                                                                        |
| 2019       | Chile                    | Biblia de la Iglesia en América (BIA)                                | Conferencia del Episcopado Latinoamericano CELAM; Santiago Silva Retamales, Carlos Junco Garza, Adolfo Miguel Castaño Fonseca, Ramón Alfredo Dus | Una traducción realizada desde los textos hebreo, arameo y griego con el fin de proveer a la Iglesia católica hispanohablante de América una versión oficial que unifique con reconocimiento oficial, una versión a los católicos desde Estados Unidos hasta Tierra del Fuego. El Nuevo Testamento fue presentado al papa Francisco en mayo de 2015. La Biblia completa apareció en 2019. Fue realizada por el CELAM con el respaldo de la USCCB, y se espera que se convierta en el texto litúgico en el contiente americano. |

## Traducciones usadas por las Iglesias Ortodoxas
| Obra                         | Iglesias | Notas                              |
| ---------------------------- | --- | ---------------------------------- |
| Biblia Torres Amat           | Iglesia Ortodoxa Antioqueña - Arquidiócesis de Santiago y todo Chile | [ 42 ]                             |
| Biblia de Jerusalén          | Iglesia Ortodoxa Griega Americana Iglesia Ortodoxa Antioqueña - Arquidiócesis de México Venezuela, Centroamérica y el Caribe - Arquidiócesis de Buenos Aires y de toda la Argentina Iglesia Ortodoxa de España | [ 43 ] [ 44 ] [ 45 ] [ 46 ] [ 47 ] |
| Reina-Valera 1960            | Iglesia Ortodoxa Rusa del Exterior -Diócesis de Buenos Aires y Sudamérica -Diócesis del este de Estados Unidos -Diócesis de España y Portugal Iglesia Ortodoxa Antioqueña -Vicariato de rito occidental        | [ 48 ] [ 49 ] [ 50 ]               |
| Biblia Dios Habla Hoy        | Iglesia Ortodoxa Siriaca -Arquidiócesis de Argentina -Arquidiócesis de Centro América (ICERGUA) | [ 51 ] [ 52 ]                      |
| Nueva Biblia de las Américas | Iglesia Ortodoxa Copta -Arquidiócesis de México -Arquidiócesis de Chile | [ 53 ] [ 54 ]                      |

## Traducciones usadas en la Comunión Anglicana
| Año  | Lugar de publicación        | Obra                                                                                          | Autor                                          | Notas |
| ---- | --------------------------- | --------------------------------------------------------------------------------------------- | ---------------------------------------------- | --- |
| 1623 | Reino Unido                 | Liturgia Inglesa o Libro del rezado público                                                   | Fernando de Tejeda                             | Esta traducción al español del Book of Common Prayer de 1547 se imprimió usando la Biblia del Oso para sus lecturas. Se hizo como parte de la propuesta de matrimonio entre el príncipe Carlos, hijo de Jacobo I de Inglaterra y la Infanta Maria Anna hija de Felipe III de España, el cual nunca se concretó. |
| 1707 | Londres (Reino Unido)       | La liturgia inglesa, o El libro de oración común                                              | F.A. de Alvarado                               | Traducción del libro del Book of Common Prayer de 1662. Usó la Biblia Reina-Valera para su texto litúrgico honrando a Casiodoro de Reina quien llegó a ser pastor en Inglaterra. Fue reimpresa en 1715. |
| 1827 | Londres (Reino Unido)       | Liturgia anglicana, ó Libro de oración común                                                  | Blanco White                                   | Usó la versión Reina-Valera 1817, la cual fue revisada por Andrés Bello y Blanco White con influencia de la Biblia Torres Amat. fue usada previamente en la edición políglota del Libro de Oración Común de 1821. |
| 1857 | Londres (Reino Unido)       | Liturgia Anglicana, ó Libro de Oración Común                                                  | J. Calderon                                    | Revisión de la anterior. |
| 1860 | Nueva York (Estados Unidos) | Libro de oración común                                                                        | Iglesia Episcopal de EEUU                      | Traducción del U.S. Book of Common Prayer de 1789. Creada luego de la guerra México-Americana para esparcir el protestantismo entre hispanohablantes. Usó la Biblia Torres Amat para las lecturas y los salmos parecen ser una traducción desde el inglés del Salterio de Coverdale. |
| 1881 | Madrid (España)             | Oficios Divinos y Administración de los Sacramentos y otras Ordenanzas en la Iglesia Española | Iglesia Española Reformada Episcopal           | Utilizaba una variación de la Reina-Valera. Esta fue una nueva liturgia mezcla elementos de la inglesa con la tradición del rito mozárabe, revisada en 1889, de la cual se traduciría al inglés, primera vez en que el rito hispano se celebra en lenguas ajenas al Latín. |
| 1891 | México                      | Oficios Provisionales de la Iglesia Episcopal Mexicana                                        | Henry Forrester                                | Este Libro de Oración es particularmente notable ya que no es una simple traducción de los Libros de Oración Común en inglés o estadounidense, sino que es una composición independiente que se basa en gran medida en la liturgia mozárabe tradicional de España. El Libro fue compuesto en los Estados Unidos, originalmente en inglés, por el reverendo Charles Hale, más tarde obispo de Springfield, y John Peters. Luego fue traducido al español bajo la dirección del obispo Henry Forrester en México y se publicó como una edición bilingüe. |
| 1905 | Nueva York (Estados Unidos) | Libro de oración común                                                                        | Sociedad de la biblia y Libro de Oración Común | Traducción del U.S. Book of Common Prayer de 1892, mantiene el Salterio del LOC de 1860 y usa la Reina-Valera 1865. |
| 1954 | Madrid (España)             | Oficios Divinos                                                                               | Iglesia Española Reformada Episcopal           | Revisión de la versión de 1889, incluye solo el salterio y cita los versículos de las lecturas. Esta fue revisada nuevamente en 1978. |
| 1955 | Estados Unidos              | Libro de Oración Común Iglesia Episcopal                                                      | Iglesia Episcopal de EEUU                      | Traducción del U.S. Book of Common Prayer de 1928 revisando una traducción temprana con más errores de 1930 de Society for Promoting Christistian Knowledge. Usa la Reina-Valera 1909 y cambia la palabra "Jehová" en los salmos por "Señor". Fue revisada posteriormente en 1958 removiendo las lecturas y simplemente citando los versículos. |
| 1973 | Santiago (Chile)            | Libro de Oración Común y Manual de la Iglesia Anglicana                                       | Sociedad Misionera de América del Sur (SAMS)   | Usa la Reina Valera 1960. |
| 1981 | Estados Unidos              | Libro de Oración Común Iglesia Episcopal Dios Habla Hoy (DHH)                                 | Iglesia Episcopal de EEUU                      | La Traducción DHH fue Lanzada e impulsada por las Sociedades Bíblicas Unidas, con la colaboración de eruditos evangélicos y católicos, con el beneplácito de la Conferencia del Episcopado Latinoamericano. Los Salmos se mantienen como su propia versión basada en el Salterio de Coverdale. |
| 1992 | Estados Unidos              | Leccionario Común Revisado Dios Habla Hoy (DHH)                                               | Church Publishing Incorporated                 | Inspirados por el concilio Vaticano II y el movimiento ecuménico varios grupos protestantes elaboran un leccionario con un ciclo de 3 años como el de la Iglesia Católica. La Biblia DHH es usada en el Leccionario Común Revisado de las iglesias Anglicana, Episcopal, Evangélica Luterana, Metodista Unida y presbiteriana. |
| 2019 | Estados Unidos              | Libro de Oración Común (2019)                                                                 | Iglesia Anglicana en Norteamérica              | Traducción del BCP 2019 en Inglés, utiliza la Nueva Versión Internacional (1999) en las lecturas y el salterio, salvo algunas excepciones que traduce desde el Salterio Coverdale en inglés. |
| 2021 | Estados Unidos              | Libro de Oración Común Iglesia Episcopal                                                      | Iglesia Episcopal de EEUU                      | El borrador del LOC de 2021 está basado en la Reina-Valera 2015, la Biblia del Peregrino y la Nueva Versión Internacional |

## Traducciones usadas en iglesias Luteranas
| Obra                       | Iglesias | Notas  |
| -------------------------- | --- | ------ |
| Reina Valera Contemporanea | Concilio Luterano Internacional - Iglesia Evangélica Luterana Argentina - Iglesia Cristiana Evangélica Luterana de Bolivia - Iglesia Luterana Confesional de Chile - Iglesia Luterana de Guatemala - Sínodo Luterano de México - Iglesia Evangélica Luterana de Panamá - La Iglesia Evangélica Luterana del Paraguay - Iglesia Evangélica Luterana-Perú - Iglesia Luterana de Uruguay - Iglesia Luterana de Venezuela |        |
| Biblia Dios Habla Hoy      | Federación Mundial Luterana - Iglesia Evangélica del Río de la Plata (IERP) - Iglesia Evangélica Luterana Unida (IELU) - Iglesia Evangélica Luterana Boliviana (IELB) - Iglesia Evangélia Luterana en Chile (IELCH) - Iglesia Luterana en Chile (ILCH) - Iglesia Evangélica Luterana de Colombia (IELCO) - Iglesia Luterana Costarricense (ILCO) - Iglesia Evangélica Unida de Cuba - Sínodo Luterano (IEU-SL) - Iglesia Cristiana Luterana de Honduras (ICLH) - Iglesia Luterana Agustina de Guatemala (ILAG) - Iglesia Luterana Guatemalteca (ILUGUA) - Iglesia Luterana Mexicana (ILM) - Iglesia Luterana de Nicaragua "Fe y Esperanza" (ILFE) - Iglesia Luterana del Perú (IL-P) - Iglesia Luterana Salvadoreña (ILS) - Iglesia Evangélica Luterana en Venezuela (IELV) | [ 68 ] |